# Spoorlijn Dublin - Sligo
De Spoorlijn Dublin - Sligo is de railverbinding tussen de Ierse hoofdstad Dublin en de stad Sligo in het noordwesten van het land. De lijn vertrekt in Dublin vanaf Connolly. 
Het traject tussen Dublin en Maynooth wordt vooral gebruikt door forenzentreinen richting Dublin. Vanaf Mullingar is er een verbinding naar Athlone die echter niet meer wordt gebruikt.